# North Haledon
North Haledon est une municipalité américaine située dans le comté de Passaic au New Jersey. Lors du recensement de 2010, sa population est de 8 417 habitants.

## Géographie
Selon le Bureau du recensement des États-Unis, la municipalité s'étend sur 3,50 milles carrés (9,06 km2), dont 0,04 mille carré (0,1 km2) d'étendues d'eau. Elle est située dans le nord-est du New Jersey, au sein de l'aire métropolitaine de New York.

## Histoire
La ville devient un borough indépendant du township de Manchester en 1901.

## Démographie
La population de North Haledon est estimée à 8 570 habitants au 1er juillet 2017.
| Groupe                           | North Haledon | New Jersey | États-Unis |
| -------------------------------- | ------------- | ---------- | ---------- |
| Blancs                           | 91,2          | 72,4       | 76,9       |
| Asiatiques                       | 4,2           | 9,8        | 5,7        |
| Métis                            | 2,3           | 2,2        | 2,6        |
|                                  |               |            |            |
| Hispaniques et Latino-Américains | 7,7           | 20,0       | 17,8       |

Le revenu par habitant était en moyenne de 49 040 dollars par an entre 2012 et 2016, largement supérieur à la moyenne du New Jersey (37 538 dollars) et à la moyenne nationale (29 829 dollars). Sur cette même période, 3,9 % des habitants de North Haledon vivaient sous le seuil de pauvreté (contre 10,4 % dans l'État et 12,7 % à l'échelle des États-Unis).